# Desaspidin
Desaspidin là một loại thuốc trị giun. Desapidin có thể xảy ra ở dạng tự nhiên trong một số loài thực vật như ven rừng, Dryopteris arguta. Từ những năm 1950, tác dụng ức chế của desapidin đối với quá trình phosphoryl hóa trong lục lạp đã được ghi nhận và nghiên cứu.